# Astragalus megacarpus
Astragalus megacarpus är en ärtväxtart som först beskrevs av John Torrey och Asa Gray, och fick sitt nu gällande namn av Asa Gray. Astragalus megacarpus ingår i släktet vedlar, och familjen ärtväxter. Inga underarter finns listade i Catalogue of Life.

## Bildgalleri

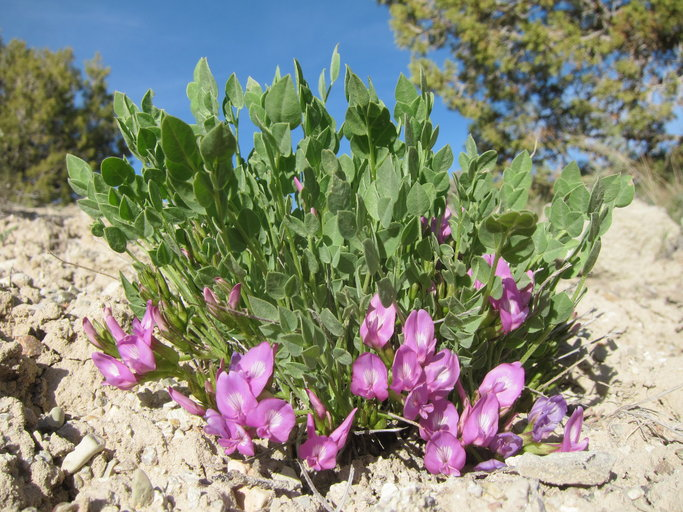
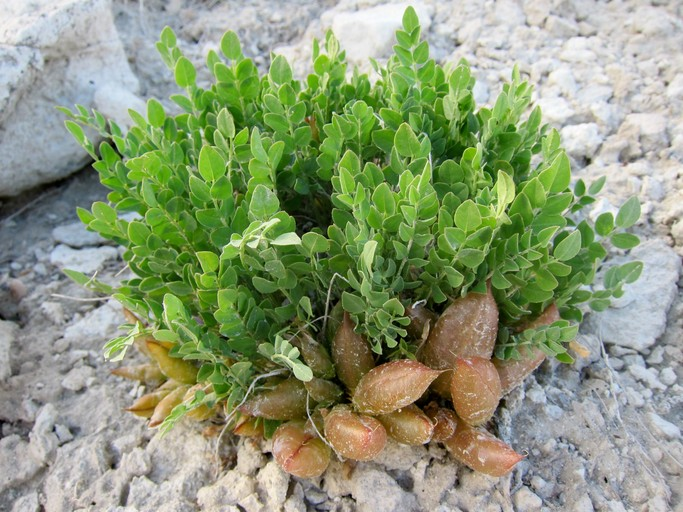